# Stadio Juan Rojas
Lo stadio municipale Juan Rojas (in spagnolo estadio municipal Juan Rojas) è uno stadio sportivo situato ad Almería, in Spagna. È stato costruito nel 1976 e ha una capacità di quasi quattordicimila spettatori. È stato utilizzato dall'Almería fino al 2004, anno in cui è stato inaugurato lo stadio dei Giochi del Mediterraneo.